# Ortec
Die Ortec International B.V. (Eigenschreibweise: ORTEC) mit Hauptsitz im niederländischen Zoetermeer ist ein Anbieter von Planungs- und Optimierungssoftware insbesondere für den Logistikbereich. 
Das Unternehmen unterhält weltweit 19 Niederlassungen. Die deutschen Standorte befinden sich in Bremen und Heidelberg.
Bis Ende 2023 waren die Gründer Aart van Beuzekom und Gerrit Timmer alleinige Gesellschafter der Ortec. Im Januar 2024 wurde bekannt, dass die Private-Equity-Gesellschaft Battery Ventures eine Mehrheitsbeteiligung erworben hat. Die Gründungsgesellschafter behielten eine Minderheitsbeteiligung und sind weiterhin für das Unternehmen tätig.

## Geschichte
Im Oktober 1994 gründeten Frank Stelter und Stefan Huntemann in Harpstedt die Logiplan GmbH. Innerhalb des folgenden Jahrzehnts wuchs die Logiplan und beschäftigte 2004 über 70 Mitarbeiter und erwirtschaftete einen Jahresumsatz von über sechs Mio. Euro.
Anfangs war Logiplan vor allem auf die Logistikberatung spezialisiert, stieg aber durch eine Vertriebslizenz für eine elektronische Laderaumkalkulation schnell in die Entwicklung von Logistiksoftware ein.
Als erste eigene Anwendersoftware wurde im Jahr 1998 die Laderaumoptimierungssoftware „LoadDesigner“ auf den Markt gebracht. Kurz darauf folgten weitere Optimierungstools wie die Kommissionierplanung und -steuerung „KommPack“ sowie die Verpackungsplanung und -optimierung „OptiPack“.
Zu den ersten Anwendern gehörten die Reederei Hapag-Lloyd, das Unternehmen Henkel, Düsseldorf, sowie die Transport- und Logistikdienstleister Rohde & Liesenfeld und Schenker AG.
Im Zuge der stetigen Expansion wurde der Firmensitz von Harpstedt im November 2002 zunächst in einen Neubau ins benachbarte Wildeshausen verlegt. 2015 zog das Unternehmen an den heutigen Sitz in der Bremer Überseestadt um. An der Eröffnung des neuen Standortes nahm unter anderem der Bremer Wirtschaftssenator Martin Günthner teil.
1997 begann die Zusammenarbeit mit dem niederländischen IT-Unternehmen Ortec B.V., das 2014 seinen Hauptsitz von Gouda nach Zoetermeer verlegte. Damit übernahm Logiplan die Generalvertretung der von Ortec entwickelten Tourenplanungssoftware „Shortec“ für den deutschen Markt.
Im Jahr 2003 kam es erstmals in der Geschichte von Logiplan zu einer Veränderung in der Gesellschafterstruktur. Die enge Zusammenarbeit mit Ortec mündete schließlich in eine Beteiligung des niederländischen Unternehmens an Logiplan. Mit diesem starken Partner im Rücken expandierte Logiplan weiter: Anfang 2004 gründete Logiplan den Geschäftsbereich SAP-Consulting. / -Integration / -Development Damit reagierte Logiplan auf den zunehmenden Einsatz von SAP-Logistiksoftware sowie Optimierungsverfahren im SAP-Umfeld.
Diese Optimierungsverfahren sind durch ein umfangreiches internationales Partnernetzwerk mittlerweile weltweit im Einsatz. Zu den Kunden zählen Industrie- und Handelsunternehmen sowie Transport- und Logistikdienstleister, darunter namhafte Unternehmen aus den Bereichen Chemie, Automotive, Konsumgüter, Lebensmittel, Getränke, Süßwaren und Baustoffe.
Im Jahr 1998 übernahm Ortec B.V. 25 % der Geschäftsanteile der Logiplan GmbH und im Jahr 2003 schließlich die Mehrheit der Anteile von den beiden bisherigen Logiplan-Gesellschaftern. Der Unternehmensname wurde dabei zunächst in Ortec Logiplan und schließlich im Jahr 2015 in Ortec geändert.
Die komplette Umfirmierung von der Logiplan GmbH zur Ortec GmbH fand mit dem Umzug des Hauptsitzes in die Überseestadt in Bremen im Januar 2015 statt.

## Unternehmen
Ortec entwickelt Software für Planungsprozesse in der Transportlogistik- und Dienstleistungsbranche, in Industrie- und Handelsunternehmen sowie im Bereich der Personaleinsatzplanung. Neben Windows-basierten Lösungen stellt Ortec vollständig in SAP ERP integrierte Add-ons für die Logistikplanung zur Verfügung. Hinzu kommt die Anwendung Ortec for Communications. Die rund 900 Mitarbeiter sind in 18 Niederlassungen in Europa, Nord- und Südamerika sowie Asien-Pazifik für Ortec tätig. Die deutschen Standorte befinden sich in Bremen und Heidelberg.
Die Ortec GmbH ist ein Tochterunternehmen der Ortec International B.V.
Das Unternehmen ist als GmbH organisiert und arbeitet je nach Projekt entweder eigenständig oder in enger Zusammenarbeit mit der niederländischen Muttergesellschaft.
Das Portfolio der selbst entwickelten Softwarelösungen ist umfangreich. Im Geschäftsfeld Logistik werden die Bereiche Touren- und Laderaumoptimierung (auch im SAP) sowie Lagerhaltung abgedeckt. Im Geschäftsfeld Einsatzplanung bietet Ortec Lösungen für eine optimierte Service- und Personaleinsatzplanung an.
Soziale Projekte werden seit der Gründung in den vier Kernbereichen Umwelt, Gesellschaft, Bildung und Sport gefördert.

## Projekte
Die Ortec GmbH ist seit 2008 zertifizierter SAP Lösungspartner in Deutschland (Ortec B.V. bereits seit 1999) und bietet mit dem neuesten Produkt‚ Ortec for SAP S/4 HANA, (On-premise) seine Software zur Optimierung von Logistikprozessen als ABAP Add-On für SAP S/4 HANA an. Nach den ersten erfolgreich abgeschlossenen Kunden-Pilotprojekten ist im Laufe des zweiten Quartals 2018 die offizielle Version 1.0 für den allgemeinen Markt veröffentlicht worden. Viele Bestandskunden der heutigen Lösung Ortec for SAP ERP haben bereits angekündigt, auch künftig die Lösungen zur Verpackungs- und Laderaumoptimierung sowie zur dynamischen Tourenplanung nach einem Wechsel von SAP ERP zu SAP S/4 HANA zu nutzen.
Als jüngsten Release seiner Softwarelösungen stellte Ortec im Mai 2022 seine Laderaumoptimierung als Software as a Service (SaaS) vor, also als Cloud-Native Anwendung, die bereits seit 2019 auf dem Markt ist. Sie ist unter dem Namen Ortec Load Optimization (OLO) bekannt. OLO unterstützt Unternehmen mit Hilfe von Software-Algorithmen (Behälterproblem) bei der Planung von komplexen Versand- und Transportverpackungen sowie bei der Beladung von Lkw, Containern, Bahnwaggons etc. Zudem ermöglicht OLO eine einfache Skalierung sowie die permanente Verfügbarkeit ohne Investitionen in die eigene IT-Infrastruktur.

## Auszeichnungen
- 2013 und 2015 wurde ORTEC als TOP-Arbeitgeber ausgezeichnet.[20]